# Amarinus
Amarinus is een geslacht van kreeftachtigen uit de klasse van de Malacostraca (hogere kreeftachtigen).

## Soorten
- Amarinus abatan Naruse, Mendoza & Ng, 2008
- Amarinus angelicus (Holthuis, 1968)
- Amarinus crenulatus Ng & Chuang, 1996
- Amarinus lacustris (Chilton, 1882)
- Amarinus laevis (Targioni-Tozzetti, 1877)
- Amarinus latinasus Lucas, 1980
- Amarinus lutarius Lucas & Davie, 1982
- Amarinus paralacustris (Lucas, 1970)
- Amarinus pristes Rahayu & Ng, 2004
- Amarinus pumilus Ng & Chuang, 1996
- Amarinus wolterecki (Balss, 1934)